# Hippotion celerio
Espèce
Hippotion celerio, le Sphinx phœnix ou Sphynx du taro, est une espèce de Lépidoptères de la famille des Sphingidae, de la sous-famille des Macroglossinae, de la tribu des Macroglossini et du genre Hippotion. C'est l'espèce type pour le genre.

## Description
L'envergure du papillon varie de 28 à 35 mm affirment certaines sources ; d'autres sources parlent d'une envergure de 7 à 8 cm.
Le corps et la partie dorsale de l'aile antérieure des adultes est de couleur ocre avec parfois des nuances de vert. Ils ont des points et des stries blanches argentées mais ce sont les bandes argentées obliques de la face dorsale de l'aile antérieure qui sont les plus remarquables. La face dorsale de l'aile postérieure est rouge près du tornus et s'éclaircit au fur et à mesure qu'on s'en éloigne. L'aile postérieure est traversée par une barre noire avec des veines transversales de la même couleur.

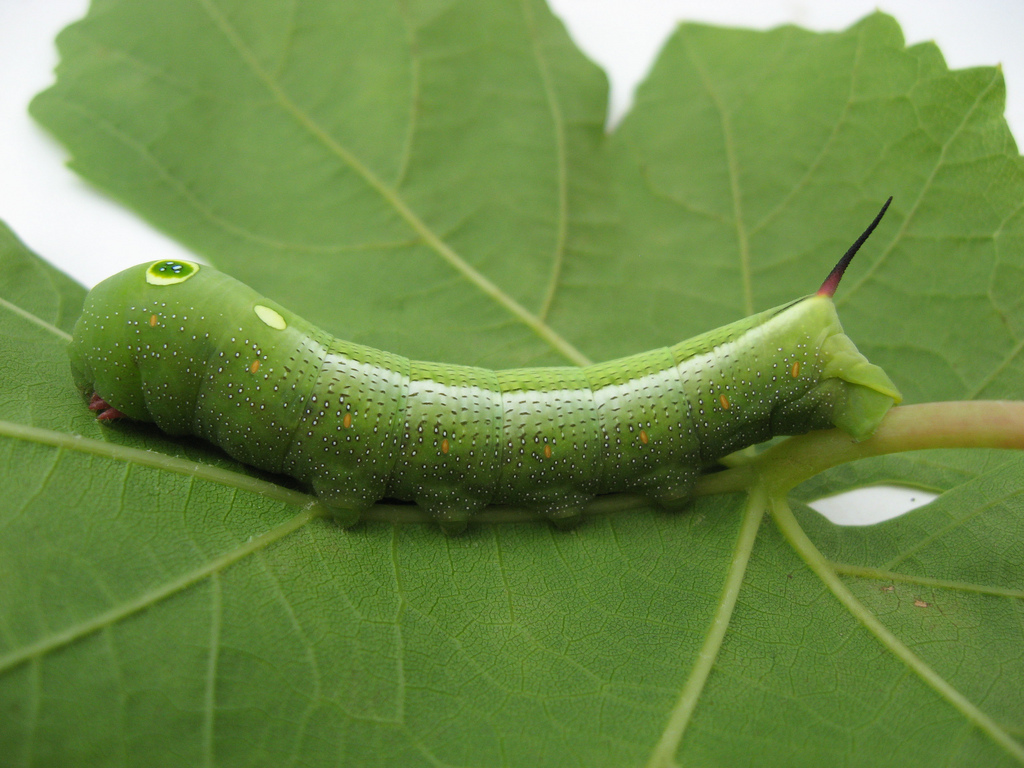
Chenille verte.
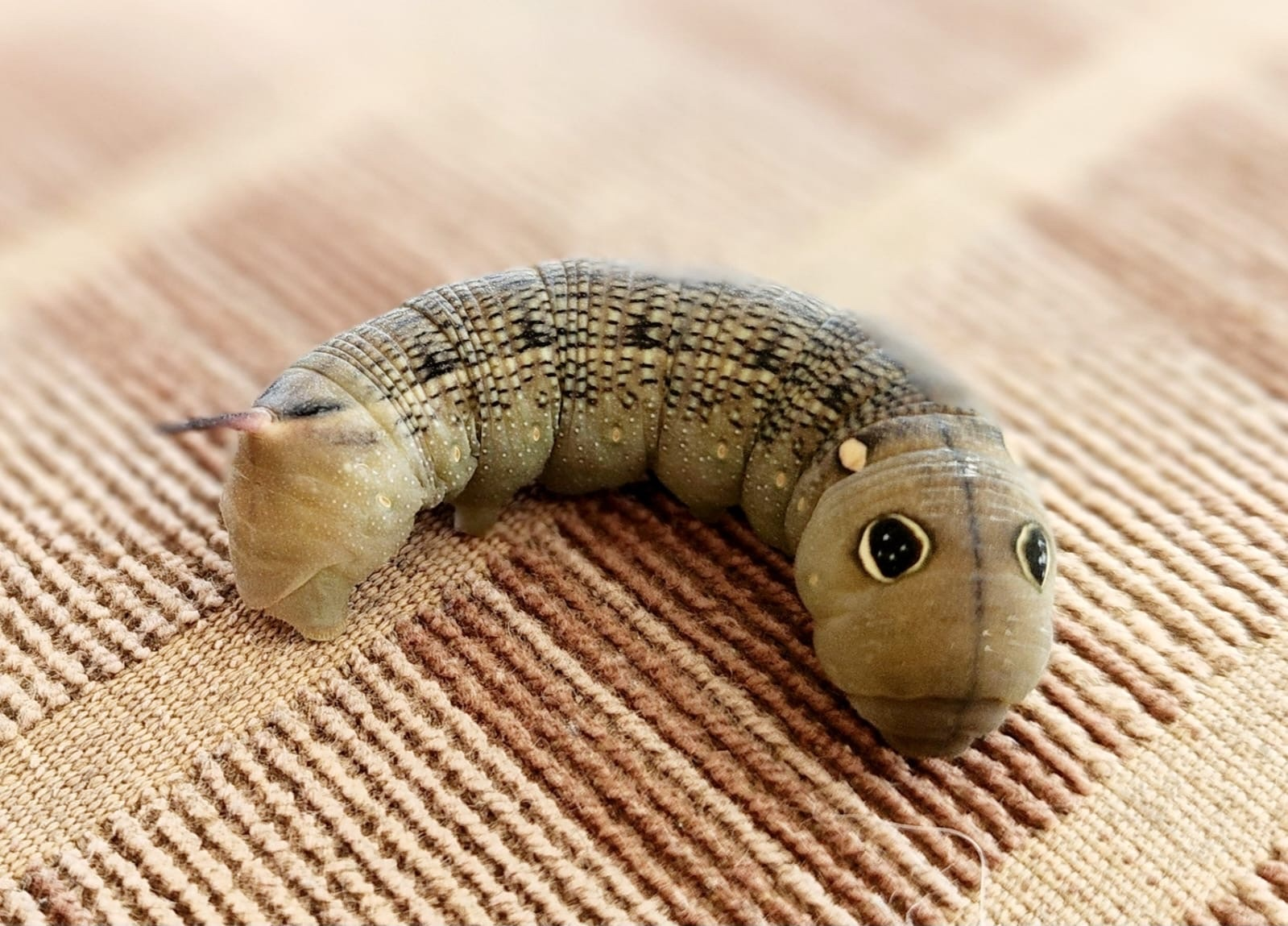
Chenille brune.
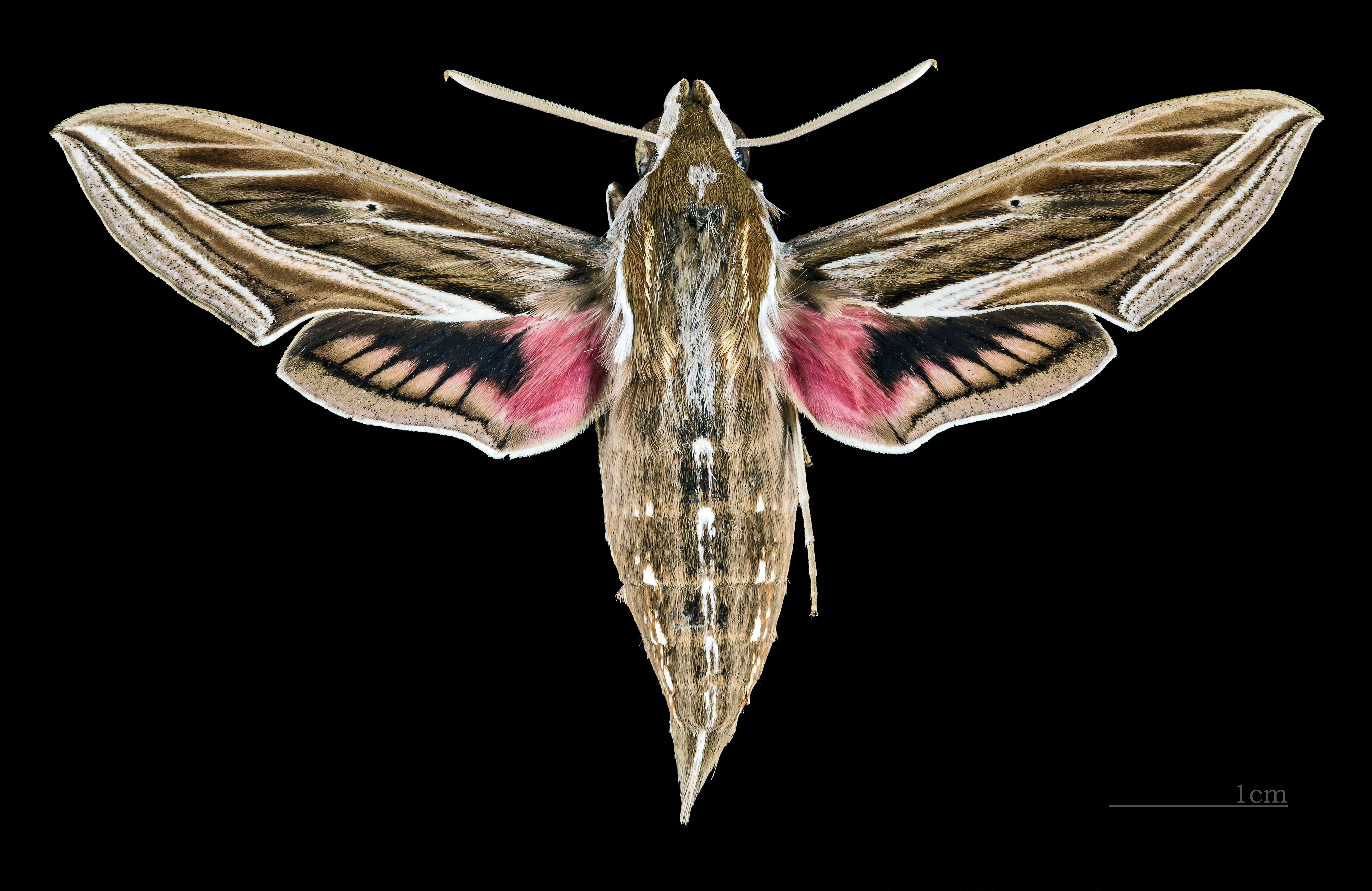
Hippotion celerio Face dorsale du mâle (coll.MHNT).
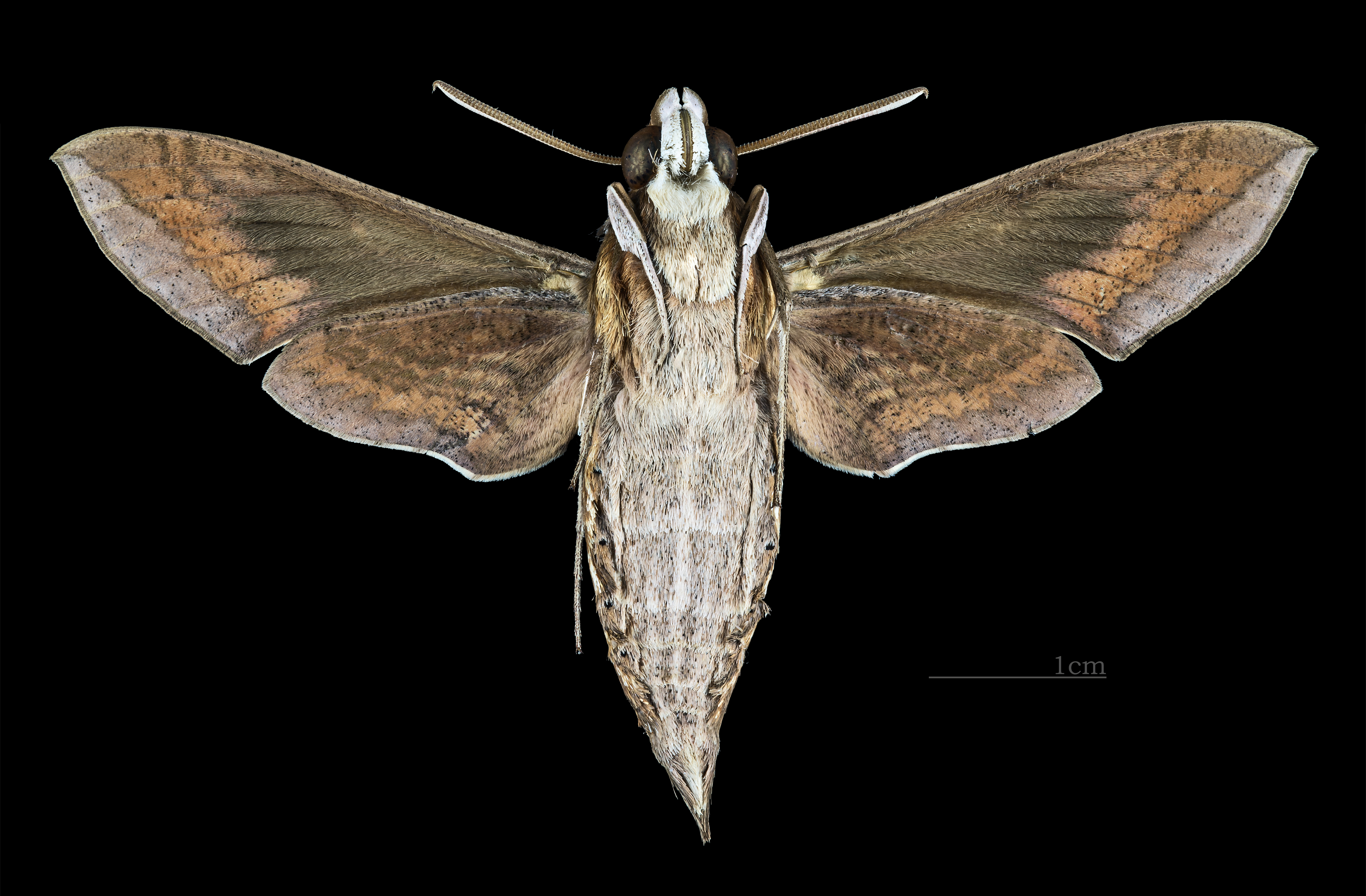
Hippotion celerio Revers du mâle (coll.MHNT).
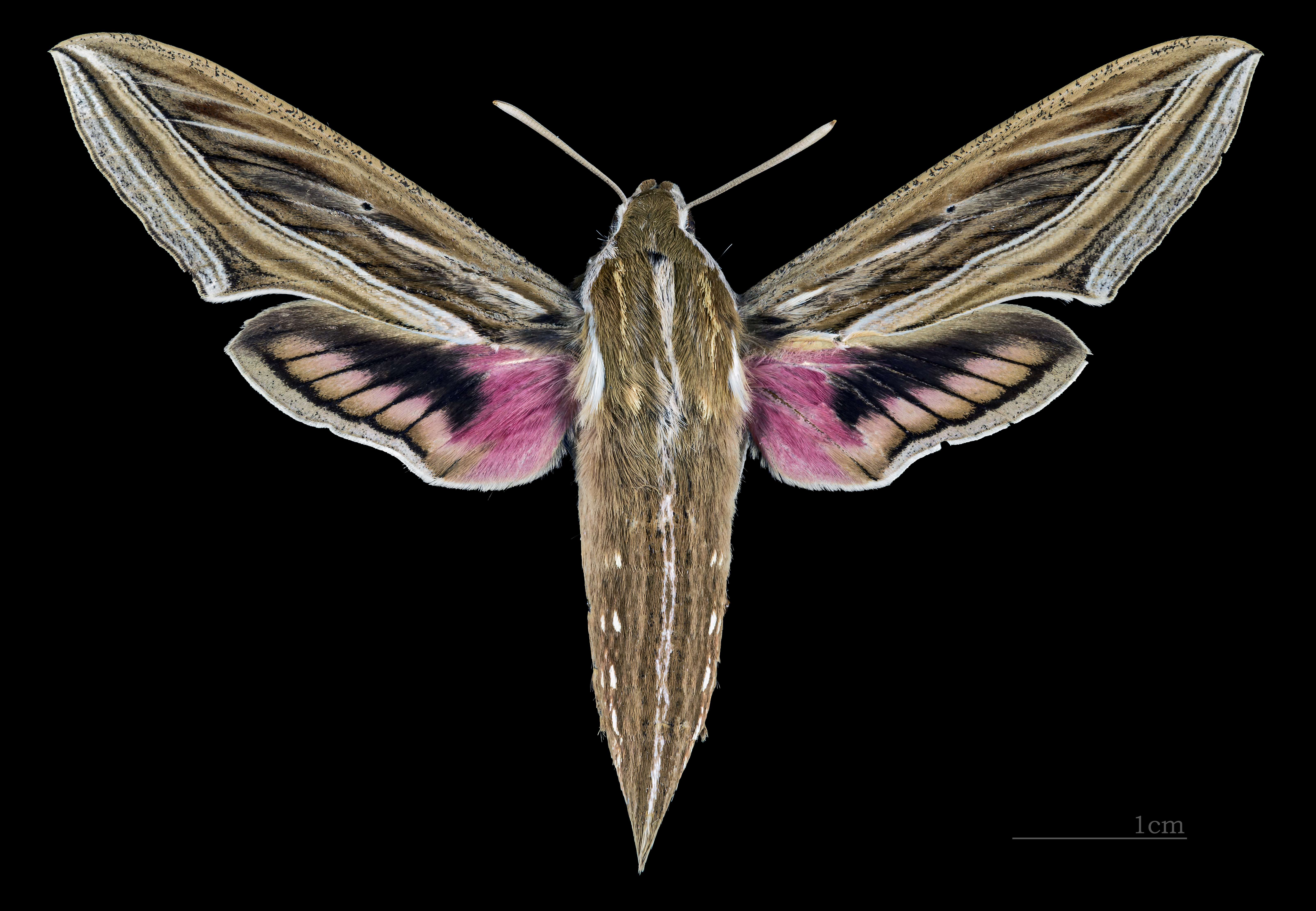
Hippotion celerio Face dorsale de la femelle (coll.MHNT).
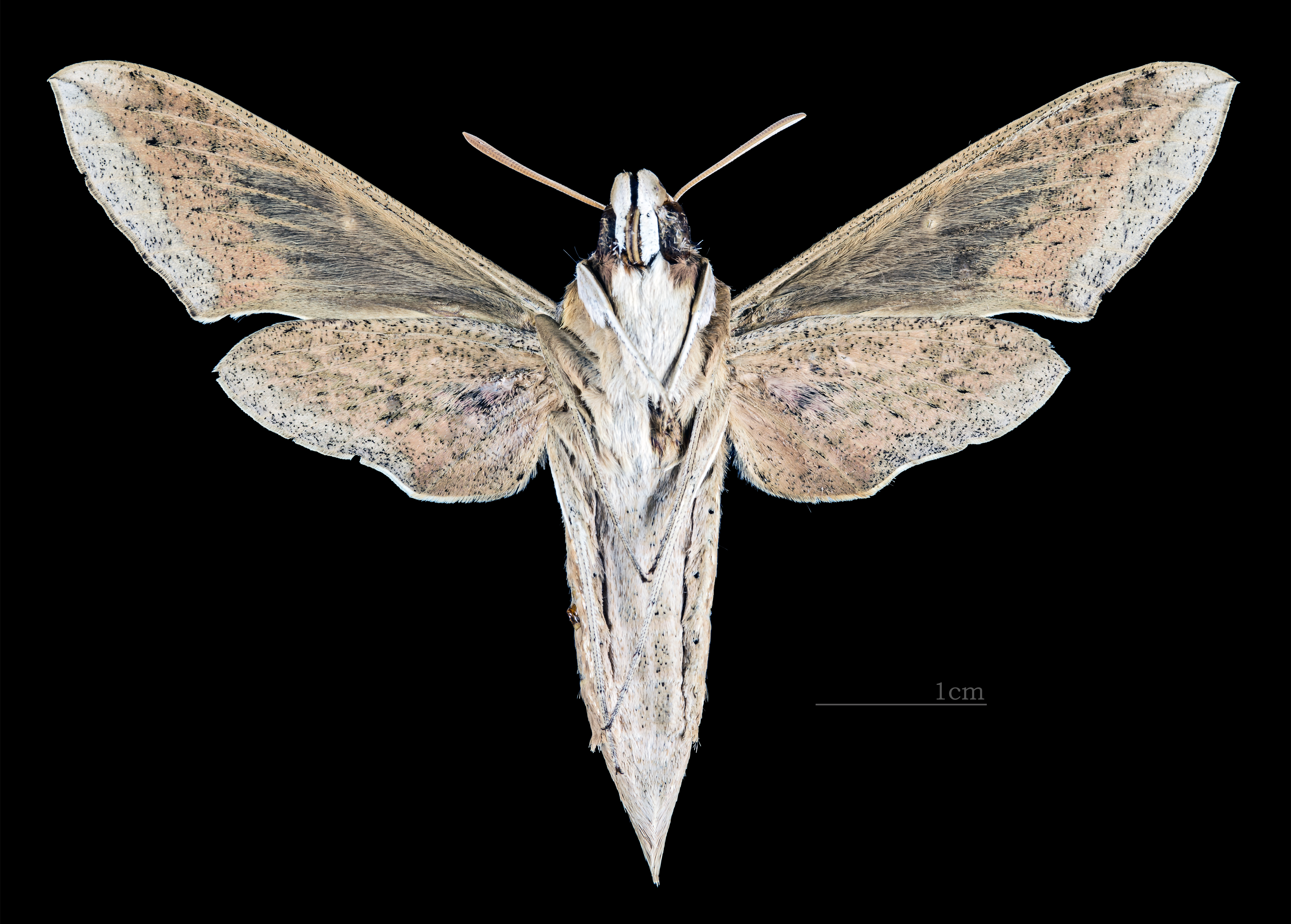
Hippotion celerio Revers de la femelle (coll.MHNT).

## Répartition et habitat

Distribution d’Hippotion celerio :
habitat permanent
habitat migratoire

Tout l'Ancien Monde sauf dans le nord et une grande partie de l'Asie (centre et nord) ; Océanie sauf la Nouvelle-Zélande.

## Biologie et écologie
- Période de vol des adultes : août à octobre.
- Habitat : partout.
- Fleurs visitées : toutes espèces nectarifères.
- Plantes-hôtes pour la chenille : vigne vierge Parthenocissus, vigne Vitis, "caille-lait" Galium, Epilobium, Linaria et Daucus.
- Migration : espèce séjournant en hiver en Afrique.
- Assez rare.

## Systématique
L'espèce Hippotion celerio a été décrite par le naturaliste suédois Carl von Linné en 1758, sous le nom initial de Sphinx celerio.

### Synonymie
- Sphinx celerio Linnaeus, 1758 — protonyme
- Sphinx tisiphone Linnaeus, 1758[3]
- Phalaena inquilinus Harris, 1780[4]
- Elpenor phoenix Oken, 1815[5]
- Hippotion ocys Hübner, 1819[6]
- Deilephila celerio augustii (Trimoulet, 1858)
- Deilephila albolineata Montrousier, 1864[7]
- Hippotion celerio unicolor Tutt, 1904
- Hippotion celerio pallida Tutt, 1904
- Hippotion celerio brunnea Tutt, 1904
- Hippotion celerio sieberti (Closs, 1910)
- Hippotion celerio rosea (Closs, 1911)
- Hippotion celerio luecki Closs, 1912

### Noms vernaculaires
- En français : le Sphinx phœnix[8], le Phœnix[9], le Sphinx du taro[10].
- En anglais : Vine Hawk-Moth.
- En allemand : Große Weinschwärmer.

## Le Sphinx phœnix et l'Homme

### Philatélie
Ce papillon figure sur une émission de la poste aérienne de Nouvelle-Calédonie de 1967 (valeur faciale : 29 francs).